# Salomon Zeldenrust
Salomon Zeldenrust (ur. 17 lutego 1884 w Amsterdamie, zm. 20 lipca 1958 w Knokke) – holenderski szermierz, brązowy medalista igrzysk olimpijskich.
Na igrzyskach olimpijskich w Antwerpii w 1920 roku razem z Adrianusem de Jongiem, Jetze Doormanem, Janem van der Wielem, Willemem van Blijenburghem, Louisem Delaunoijem i Henrim Wijnoldym-Daniëlsem zajął trzecie miejsce w szabli drużynowej. We florecie był tam szósty drużynowo, a indywidualnie odpadł w pierwszej rundzie. Startował także w szpadzie, w drużynie był siódmy, a w zawodach indywidualnych ponownie odpadł w pierwszej rundzie. 
Nie zdobył medalu mistrzostw świata.